# Burgena dispar
Burgena dispar är en fjärilsart som beskrevs av Jordan 1912. Burgena dispar ingår i släktet Burgena och familjen nattflyn. Inga underarter finns listade i Catalogue of Life.